# Jahmal TGK
Артём Викторович Аверин (19 июля 1984; Челябинск, Челябинская область, РСФСР, СССР), более известный под псевдонимом Jahmal TGK (рус. Джама́л ТГК) — российский рэпер, автор песен и поэт-песенник, участник группы Триагрутрика.

## Биография
Родился 19 июля 1984 года в Челябинске
После того как Аверин приехал из США в Россию, молодой человек случайным образом попал на рэп-фестиваль, где встретился с рэпером Vibe. Ранее они уже были знакомы и учились в одной школе, но в 9 классе его друг Евгений Вибе перешёл в другую школу, из-за чего им не удавалось увидеться 5 лет, но всё же они спустя долгое время пересеклись и заговорили о творчестве т.к. их обоих интересовал тогда рэп, музыка и написание песенных текстов. В 2004 году они образовали группу Триагрутрика, к ним присоединился Dj Puza, а позже и Big Mic aka Ingushit. (последние два исполнителя являются бывшими участниками).
Аверин помимо карьеры в группе выпускает также работы в качестве сольного исполнителя под псевдонимом Jahmal TGK. Первый альбом был выпущен под названием «Половина камня» в 2009 году.
До 2016 года сотрудничал с лейблом Gazgolder, после ухода с лейбла выпустил третий сольный альбом «Артем расправил плечи».

## Дискография

### В составе группы
- Триагрутрика & AK-47 — AKTGK (2022)
- Триагрутрика — by Triagrutrika Pt. 1 (2018)
- Триагрутрика & AK-47 — TGKAK (2016)
- Триагрутрика — Базирование (2014)
- Триагрутрика — Т.Г.К.липсис (2011)
- Триагрутрика — Вечерний Челябинск (2010)
- Триагрутрика — Нелегализованные: ZdНа (2008)

### Сольное творчество
- Jahmal TGK  — Святые из хрущёвок (2025)
- Jahmal TGK  — DONATELLO (2024)
- Jahmal TGK — Дверь в себя (2023)[9]
- Jahmal TGK — Проверяй (2023)[10]
- Jahmal TGK & Vibe TGK — БУДНИ (2023)[11]
- Jahmal TGK & Аффект Соло — Классик (2022)[12]
- Jahmal TGK — СНЕГОПАД underground (2021)[13]
- Jahmal TGK & Регион Снега — Бархатный сезон (2020)[14]
- Jahmal TGK — Неваляшка (2020)[15]
- Jahmal TGK — Подмосковные вечера (2019)[16]
- Jahmal TGK — Superda (EP); (2018)[17]
- Jahmal TGK — Подсолнух (2017)[18]
- Jahmal TGK — Артём расправил плечи (2016)[19]
- Jahmal TGK — Спокойствие (EP); (2014)[20]
- Jahmal TGK — Захолустье (EP); (2014)[21]
- Jahmal TGK — Тяжеловес (2013)[22]
- Jahmal TGK — Любовь спасёт мир (EP) (2012)[23]
- Jahmal TGK — Мой любимый альбом (2011)
- Jahmal TGK — Мутные времена (2009)
- Jahmal TGK — Половина камня (2009)

## Рецензии
В 2017 году у исполнителя выходит альбом «Подсолнух», который вскоре был отрецензирован на Rap.ru с заголовком «Самый добрый альбом года». В рецензии говорится о том, что Jahmal в данном релизе «показал всего себя, сделал альбом с песнями, которые нравятся ему самому. Альбом довольного жизнью человека, у которого есть всё или почти всё, и который делает рэп в своё удовольствие. Делает технично, даёт слушателю почувствовать громадный опыт за своей спиной, жонглируя рифмами, но особо с дивана не приподнимаясь. Сделано себе в удовольствие, старым фанатам, но явно не для новых. Подобное творчество от артистов «постарше» — палка о двух концах. С одной стороны, ничего нового. С другой стороны — не прогнулся под тренды, не поддался веянию моды».